# 前田佳織里
前田佳織里（日语：／ Maeda Kaori，1996年4月25日—）是日本的女性聲優，福岡縣出身。Amuse所屬。

## 人物
學生時代曾在由北九州市舉辦的高中生樂團大會中獲得準優勝。
在看了漫畫《聲優志願！》受到影響，並開始以聲優為目標到東京學習。
在「2016聲優藝人育成Program Selection」最終審賞時獲得了大賞。
聲優出道作品為電視動畫《100%帕斯卡老師》。
按2024年8月前的公開資料，曾是Love Live!系列當中最矮的聲優（當時身高146公分）。2024年8月去做體檢發現身高多一公分，現為147公分，與鈴木愛奈並列Love Live!系列的最矮聲優。
2023年，個人歌手出道。

## 演出作品
※粗體字為主要角色。

### 電視動畫
2017年
- 偶像學園STARS！（雙葉亞里亞）
- 100%帕斯卡老師（男學生2、女子3、小帕斯卡2、小孩、男子2、英雄帕斯卡BOY、英雄帕斯卡Young）
- 戀愛與謊言（女子）
- 動畫同好會（女學生）

2018年
- 賽馬娘 Pretty Derby（優秀素質）
- 錢進球場（陪酒小姐）
- 後街女孩（立花真理）
- Planet With（廣播、女播報員）
- 刀劍神域 Alicization（賽魯卡·滋貝魯庫）
- 叛逆性百萬亞瑟王（瑪姬）

2019年
- 動物朋友2（貓熊）
- 荒野的壽飛行隊（美由利）
- 魔法水果籃（千惠）
- 我們真的學不來！（豬森）
- Dr.STONE 新石紀（藍寶石）
- 擅長捉弄人的高木同學2（美奈妹）
- 在地下城尋求邂逅是否搞錯了什麼II（莉夏）
- 神田川JET GIRLS（綠川柚）
- 刀劍神域 Alicization War of Underworld（賽魯卡·滋貝魯庫）

2020年
- 異種族風俗娘評鑑指南（緹耶絲）
- 籃球少年王（女學生、女高中生、西條女學生）
- 球詠（武田詠深）
- 夢夢貓（啦啦隊女子）
- 魔法水果籃 第2期（千惠）
- 刀劍神域 Alicization War of Underworld -THE LAST SEASON-（賽魯卡·滋貝魯庫）
- 賽馬娘四格（優秀素質）
- Love Live! 虹咲學園學園偶像同好會（櫻坂雫）
- 請問您今天要來點兔子嗎？ BLOOM（學生會成員）

2021年
- 賽馬娘 Pretty Derby Season 2（優秀素質）
- WIXOSS DIVA(A)LIVE（Mayaya）
- 戰鬥員派遣中！（緹莉絲）
- 關於我轉生變成史萊姆這檔事 轉生史萊姆日記（朵麗絲）
- 暗夜第六感 2041（双海翔子）
- 白金終局（山田美美美）
- 星光魔法（嘆きのクリムゾン）

2022年
- 怪人開發部的黑井津（黑井津燈香）
- Love Live! 虹咲學園學園偶像同好會（第2期）（櫻坂雫）
- 鬼褲衩（桃園桃）
- RPG不動產（莉莉）
- 書蟲公主（卡洛琳）

2023年
- 虹咲四格 動畫版（櫻坂雫）
- 不要欺負我，長瀞同學 2nd Attack（折原）
- 呆萌酷男孩（女高中生）
- 為了養老，我要在異世界存8萬枚金幣（莎賓娜）
- 物之古物奇譚（小香）
- 第二次被異世界召喚（艾露卡）
- 在異世界獲得超強能力的我，在現實世界照樣無敵～等級提升改變人生命運～（蕾克希雅·馮·亞爾塞里亞）
- 藍色管弦樂（米澤千佳）
- 鬼滅之刃 刀匠村篇（不死川壽美）
- 七魔劍支配天下（史黛西·康沃利斯）
- 聖者無雙～上班族的異世界生存之道～（露西）
- 賽馬娘 Pretty Derby Season 3（優秀素質）
- 
- 撿走被人悔婚的千金，教會她壞壞的幸福生活（娜塔莉亞·埃文斯）

2024年
- 夢想成為魔法少女（花菱遙／瑪吉雅洋紅）
- 碰之道（十返舎梨子）
- 勇氣爆發Bang Bravern（穗香·鈴凪）
- 反派千金等級99～我是隱藏頭目但不是魔王～（愛麗絲）
- 虹咲四格 動畫版 2（櫻坂雫）
- 靠廢柴技能【狀態異常】成為最強的我將蹂躪一切（高雄樹）
- 2.5次元的誘惑（天乃理理沙）
- 學姊是男孩（大我小夏）
- 關於我轉生變成史萊姆這檔事 第3期（朵麗絲）
- 精靈小姐瘦不了（骨田）
- 膽大黨（美子）
- 被逐出隊伍的治癒師，其實是最強（納瑠賽娜）
- 最狂輔助職業【話術士】世界最強戰團聽我號令（麗莎·梅瑟戴斯）

2025年
- 黑岩目高不把我的可愛放在眼裡（白濱美波）
- 我和班上最討厭的女生結婚了。（櫻森真帆）
- 魔域英雄傳說（艾爾莎利亞）
- 異修羅 第2期（穢地露梅莉）
- 直至魔女消逝（安娜）
- 中禪寺老師妖怪講義錄 解謎就交給老師。（日下部栞奈）
- 我是星際國家的惡德領主！（黎恩〈幼年〉）
- 異世界默示錄麥諾格拉～從毀滅文明開始征服世界～（梅埃莉艾）
- 強者的新傳說（米蕾娜）
- 神椿市建設中。（里中摩琥）
- 膽大黨 第2期（美子）
- Bad Girl 不良少女（水鳥水花）
- 異世界小白玩家 －用 HP1 展開最強最快的迷宮攻略－（莉薇娜·達克）

### OVA
- Love Live! 虹咲學園學園偶像同好會 NEXT SKY（2023年，櫻坂雫[43]）

### 劇場版動畫
2021年
- 扶桑花女孩之舞（奧哈娜·卡艾胡耶）[44]

2024年
- Love Live! 虹咲學園學園偶像同好會 完結篇 第1章（櫻坂雫[45]）

2025年
- 怪盜皇后的優雅假期（冥美[46]）
- Love Live! 虹咲學園學園偶像同好會 完結篇 第2章（櫻坂雫[47]）

### 網路動畫
- 總之就是很可愛 女子高中篇（2023年，二子玉傑西[48]）

### 遊戲
2017年
- 偶像學園Stars！（雙葉亞里亞）
- 命運之子（達努[49]）
- 天華百劍-斬-（千子村正[50]）
- 魔女異聞錄：伊絲塔利亞傳說（凱伊[51]、卡爾波[52]、班揚[53]）
- 魔物娘☆後宮（日语：モン娘☆は〜れむ）（卡利斯[54]）

2018年
- King's Raid – 王之逆襲（日语：キングスレイド）（米芮安[55][56]）
- Love Live! 學園偶像祭（2018年 - 2023年 櫻坂雫）
- 偶像學園Friends！（雙葉亞里亞）
- Aikatsu! 偶像學園！寫真舞台！（雙葉亞里亞）
- 世界樹迷宮X
- 溫泉娘收藏（強羅環奈[57]）
- 言靈戰士（日语：共闘ことばRPG コトダマン）（ジャイアントパンダ）

2019年
- 問答RPG 魔法使與黑貓維茲（梅昴・吉興[58]、布蘭達・克魯格[59]）
- 怪物彈珠（2019年 - 2025年 羅伊洛特博士[60]、米拉[61]、絲可露讚朵[62]、薩拉莎[63]、芷繽[64]）
- LINE 神玉亂鬥（野戰醫院的墮天使キャロル[65]）
- Love Live! 學園偶像祭 ALL STARS（櫻坂雫[66]）
- 偶像學園 on Parade！（雙葉亞里亞）
- 鍊金工房Online ～布雷賽爾的鍊金術士～（エオス[67]）
- 刀劍神域 Unleash Blading（賽魯卡・滋貝魯庫）
- 鍊神之星（ジェニファー・ホープ[68]）

2020年
- 神田川JET GIRLS（綠川柚[69]）
- 八月的棒球甜心（2020年 - 2023年 條島桃[70]、武田詠深）
- 彈射世界（蛟蛇[71]）
- 刀劍神域 彼岸遊境（賽魯卡・滋貝魯庫[72]）
- 閃耀幻想曲（2020年 - 2022年 住良木現[73]、武田詠深[73]）
- 動物朋友3（大熊貓）
- SHOW BY ROCK!! Fes A Live（れっぱにょ[74]）

2021年
- Assault Lily Last Bullet（今叶星[75]）
- 賽馬娘 Pretty Derby（2021年 - 2024年 優秀素質[76]）
- 車站回憶（日语：ステーションメモリーズ!）（花畑 もえ[77]）
- 碧藍航線（可怖[78]）
- 棕色塵埃（日语：ブラウンダスト）（綺[79]）
- 白夜極光（斯莫奇[80]）

2022年
- 超異域公主連結☆Re:Dive（2022年 - 2024年 可璃亞[81] / TYPE-Q 蕾忒 / 久央璃亞）
- 神領編年史（艾潔雷雅・維根）
- 緋紅的神約 Echocalypse（李瑾[82]）
- 勝利女神：妮姬（波莉[83]）

2023年
- 生死格鬥：沙灘排球維納斯假期（千乃[84]）
- 無期迷途（嗷嗚[85]）
- Love Live! 學園偶像祭2（2023年 - 2024年 櫻坂雫[86]）
- 棕色塵埃2（黛安娜[87]）
- 聖羅蘭騎士團（ニーナ[88]）
- ONE.（七瀨留美）
- MementoMori（維拉[89]）
- 幻塔（煙渺[90]）

2024年
- 制服女友（日语：制服カノジョ）（許斐唯[91]）
- 崩壞:星穹鐵道（靈砂）
- 昊緣（柳雪[92]）
- 逆轉奧賽羅尼亞（日语：逆転オセロニア）（シャウラ）
- 2.5次元的誘惑 天使們的舞台（天乃理理沙[93]）
- 雷索納斯（日语：レゾナンス:無限号列車）（靜流[94]）
- Card-en-Ciel 天穹卡牌錄（諾亞爾・史普路斯[95]））

2025年
- 制服女友2（日语：制服カノジョ）（許斐唯[96]）
- 優米雅的鍊金工房 ～追憶之鍊金術士與幻創之地～（艾菈・馮・杜勒[97]）
- Love Live! 虹咲學園學園偶像同好會 心動閃耀的未來藍圖（櫻坂雫[98]）

### 外語配音
- 沉睡谷（2017年，莫莉·湯瑪斯[99]）

### 舞台
- 初等教育Royal（2018年4月4日－4月8日）- 飾演 2年級生中村[100]
- 突擊莉莉 League of Gardens（2020年1月9日 - 1月15日、) - 今叶星[101]

### 其他
- 溫泉女孩（2017年，強羅栞奈）[102]
- 羽毛球少女（2018年，名取茉莉愛[103]）

## 音樂CD
有關虹咲學園學園偶像同好會的活動，請參閱「虹咲學園學園偶像同好會」。

### 專輯
|        | 發售日期      | 標題           | 規格產品編號 | 規格產品編號 | Oricon最高排名 |
| CD+DVD | 發售日期      | 標題           | CD           |              | Oricon最高排名 |
| ------ | ------------- | -------------- | ------------ | ------------ | -------------- |
| 1st    | 2023年3月15日 | 未完成STAR     | AZZS-135     | AZCS-1113    | 10位           |
| 2nd    | 2024年6月5日  | Grab the World | AZZS-151     | AZCS-1126    |                |

### 商業搭配
| 歌名                 | 搭配作品                                            | 時間   |
| -------------------- | --------------------------------------------------- | ------ |
| 光ったコインが示す方 | 電視動畫《為了養老，我要在異世界存8萬枚金幣》片頭曲 | 2023年 |
| 常識外れヒューマン   | 電視動畫《月光下的異世界之旅》第2季片尾曲           | 2024年 |
| キュンアピ           | 電視動畫《黑岩目高不把我的可愛放在眼裡》片尾曲      | 2025年 |

### 角色歌
| 發售日  | 商品名稱                            | 演唱名義                                                            | 歌曲                               | 備註                               |
| 2018年  | 2018年                              | 2018年                                                              | 2018年                             | 2018年                             |
| ------- | ----------------------------------- | ------------------------------------------------------------------- | ---------------------------------- | ---------------------------------- |
| 6月13日 | 賽馬娘Pretty Derby STARTING GATE 12 | 曼城茶座（小倉唯）、空中神宮（津田美波）、Nice Nature（前田佳織里） | 「」                               | 遊戲《賽馬娘Pretty Derby》相關歌曲 |
| 8月29日 | Gokudorum Music                     | Gokudols虹組                                                        | 「」                               | 電視動畫《後街女孩》片頭曲         |
| 8月29日 | Gokudorum Music                     | Gokudols虹組                                                        | 「」                               | 電視動畫《後街女孩》片尾曲         |
| 8月29日 | Gokudorum Music                     | Gokudols虹組                                                        | 「」 「」 「」 「」 「」 「」 「」 | 電視動畫《後街女孩》插曲           |

## 書籍

### 寫真集
- 前田佳織里1st寫真集 「おとなのかおり」（2022年3月11日、秋田書店、ISBN 978-4-253-11109-6）
- 前田佳織里2nd寫真集 「恋のかおり」（2024年10月24日、秋田書店、ISBN 978-4-253-11114-0）

### 组合成员
1. ↑  愛理（貫井柚佳）、真理（前田佳織里）、千佳（赤尾光）

## 外部連結
- 事務所公開簡歷 （页面存档备份，存于）（日語）
- 前田佳織里的X（前Twitter）（日語）
- 前田佳織里官方網站 （页面存档备份，存于）（日語）